# Pidder Lüng
Pidder Lüng (im Dt. und Dän. auch Pidder Lyng) ist eine Ballade des deutschen Dichters Detlev von Liliencron (1844–1909), zum ersten Mal 1892 publiziert. Sie basiert auf einer Erzählung des Sylter Heimatautors und Lehrers Christian Peter Hansen (1808–1879). Hansen verbindet darin eine lokale Tradition auf Sylt mit der Geschichte des westfriesischen Freiheitskämpfers und Seeräubers Pier Gerlofs Donia (um 1480–1520), der unter den Namen Grutte Pier („Langer Peter“) bekannt war.

## Person
Der Sage nach war Pidder Lüng (auch wohl Pidder Lyng) ein Seeräuberhauptmann und Fischer aus Hörnum auf der Insel Sylt, der im 15. oder am Anfang des 16. Jahrhunderts gelebt haben soll.
Der Kern der Erzählung betrifft eine Räubersbande, deren sieben Mitglieder erfasst und hingerichtet wurden. Das jüngste Mitglied hätte man zwar begnadigt, doch dieser setzte nachher aus Rache das Haus des Landvogts ins Feuer. Die prägnante Geschichte wurde 1845 durch Karl Müllenhoff in seiner Sammlung Sagen, Märchen und Lieder der Herzogthümer Schleswig, Holstein und Lauenburg veröffentlicht.
Christian Peter Hansen, von dem die Sage stammte, publizierte eine erweiterte Fassung in Karl Biernatzkis Volksbuch für 1846. Die von ihm verbuchte Überlieferungen verband er unkritisch mit Chronikauszügen aus längst vergangenen Zeiten. Dabei bezog er sich vor allem auf einen Passus in der nordfriesischen Chronik des Anton Heimreichs, in dem die
Piraterie des Westfriesen Pier Gerlofs Donia um 1515 beschrieben wurde.

„Bey seiner (des späteren Königs Friedrich I.) Regierung war ein Seerauber in der Westsee, so ein geborner Freese und Langer Peter ist genannt, der ungefähr 500 Mann bei sich hatte, welche alle lose, leichtfertige, ehr- und gottvergessene Buben und verlaufene Kriegsknechte gewesen, denen er auf ihren Kleidern zum Feldzeichen Galgen und Rad gegeben, und die mit Rauben und Plündern in der Westsee grossen Schaden gethan haben.“

Im Anschluss an die Chronik taufte Hansen seine Hauptperson Lange Peter von Hörnum.
Das vermeintliche Leiblied der Hörnumer „Frei ist der Fischfang“ wurde 1846 von Geographen Johann Georg Kohl veröffentlicht. Der Journalist Ernst Willkomm publizierte 1850 eine halb friesische Fassung „Fry is de Fischfang“, die er als den Wahlspruch der ehemaligen See- und Strandräuber bezeichnete.
Alle Erzählelemente kamen bereits 1853 in einem Zeitungsaufsatz von Biernatzki zusammen. Dabei wurde auch der bekannte Spruch „Lever düd als Sklav“ erwähnt, hier aber verstellt als „Bevor düd als Sklav“. Hansen vervollständigte seine Geschichte von Pidder Lüng demnächst mit anderen Motiven, zuerst in seiner Sammlung Uald’ Söld'ring Tialen (1858), sodann in Sagen und Erzählungen der Sylter Friesen (1877), wo er behauptet, er hätte sämtliche Erzählungen bereits in seiner Jugend aus dem Munde einer gewissen Frau Maike Niß Takens gehört. Sein Freiheitsheld, so versichert er, hätte den Sohn des Amtmannes Henning Pogwisch getötet, weshalb er nach Westfriesland fliehen musste.
Hansens Ausführungen fanden einigen Widerhall in den Niederlanden, doch sie wurden von den Historikern durchaus kritisch aufgenommen. Der westfriesische Seeräuber war eine wirkliche Person, meinte man, doch mit Schleswig-Holstein hatte er nichts zu tun. Dessen ungeachtet blieben Hansens Phantasmen weiterhin in der Öffentlichkeit wirksam.
Der Heimatautor Wilhelm Lobsien publizierte 1909 seinen Roman Pidder Lyng. Darin verwendet er alle Komponenten von C.P. Hansen's Sage und schildert zusätzlich die Radikalisierung von Pidder Lyng. 1910 hat er diesen Roman als Jugendbuch in einem anderen Verlag mit dem Untertitel der Liekendeeler von Sylt noch einmal veröffentlicht. Die Liekendeeler („Gleichteiler“) oder Vitalienbrüder waren eine Piratenbande, die um 1400 im Ostseegebiet und in Ostfriesland tätig war.

## Inhalt der Ballade
In das vor allem an der friesischen Nordseeküste und in anderen Teilen Norddeutschlands bekannte Gedicht beschreibt Detlev von Liliencron historisierend den Widerstandssinn und die Kampflust der mittelalterlichen Friesen. Diese werden personalisiert in der Figur des Sylter Fischers Pidder Lüng, der sich gegen die ungerechte dänische Landesherrschaft kehrt, für die der Amtmann von Tondern, Henning Pogwisch aus der deutsch-holsteinischen Adelsfamilie Pogwisch, Pate steht. Bei dem brutalen Versuch des Adligen, in dessen Gefolge sich ein Priester und bewaffnete Landsknechte befinden, von den Friesen Abgaben einzufordern, kommt es in der Fischerhütte Pidder Lüngs zunächst zu einer verbalen Auseinandersetzung, in deren Verlauf Lüng auf die gewohnheitsrechtlichen Freiheiten der Friesen verweist und die Steuerzahlung verweigert. Diese Freiheiten sind der Ballade in lyrischer Form vorangestellt:

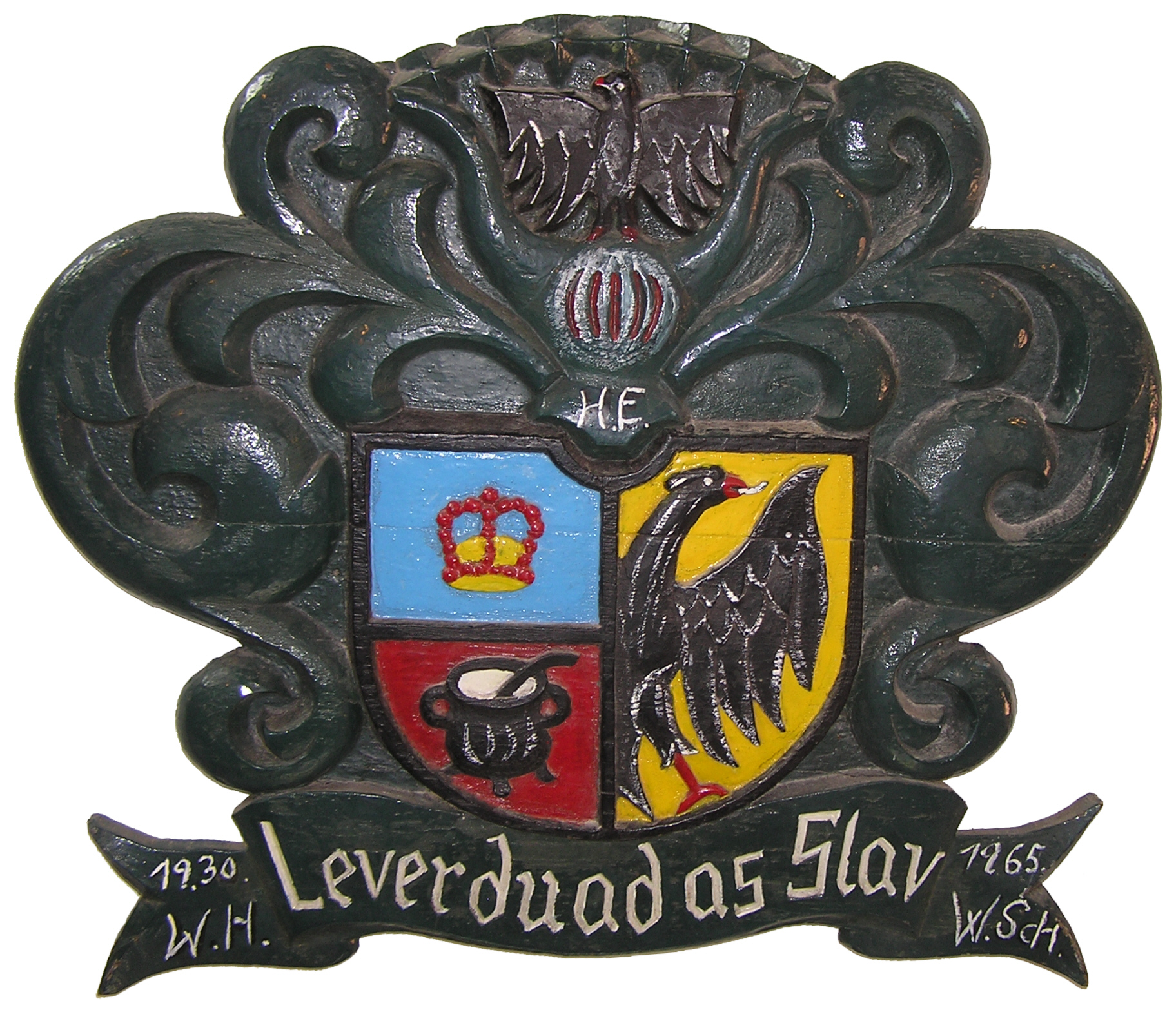
Leitspruch unter Darstellung des Wappens der Nordfriesen

Frii es de Feskfang,0 0 0 0 0 0 0 Frei ist der Fischfang,
frii es de Jaght, 0 0 0 0 0 0 0 0 0 frei ist die Jagd,
frii es de Strönthgang,0 0 0 0 0 0 frei ist der Strandgang,
frii es de Naght, 0 0 0 0 0 0 0 0 0 frei ist die Nacht,
frii es de See, de wilde See 0 0 0 frei ist die See, die wilde See
en de Hornemmer Rhee.0 0 0 0 0 an der Hörnumer Reede.
Auf diese Verweigerung reagiert der deutsch-dänische Amtmann, indem er voll Verachtung in den Grünkohltopf spuckt, der auf dem Herd der armen Fischersfamilie köchelt. Daraufhin packt Lüng Pogwisch und drückt dessen Gesicht so lange in den heißen Kohl, bis dieser erstickt ist. Erst dann greifen die bewaffneten Männer ein, erstechen den Fischer und ziehen zu einer Racheaktion über Sylt.
Wie jede Strophe endet auch die letzte mit der Parole „Lewwer duad üs Slaav!“ („Lieber tot als Sklave!“).
Die Schreibweise des Spruchs weicht von der heute bevorzugten Buchstabierung im Sölring ab. Die Unterschiede mit anderen nordfriesischen Dialekten sind erheblich größer.
Die Ballade und noch mehr der vermeintliche Friesenspruch erlangten eine ungemein große Popularität im Dritten Reich, wo sie gebraucht wurden, um den Kampfgeist zu steigern und den Defätismus zu verurteilen. Seit Kriegsbeginn wurde der Spruch aber weniger auf Nordfriesisch zitiert, weil man Regionalgefühle als bedrohlich für die Einheit der Nation sah.
Tatsächlich wurde der deutsch-dänische Amtsmann Henning Pogwisch unter Verweis auf die von ihm zu Unrecht eingetriebenen Steuern und Misshandlungen von Bauern 1479/1480 vom dänischen König Christian I. abgesetzt und vertrieben.

## Hörspiel von Karl Kriekeberg
Von Karl Kriekeberg stammt ein niederdeutsches Sendespiel (Original-Hörspiel) unter dem Titel: Pidder Lüng. Schauspill in dree Optög. Detlev v. Liliencron to'n Gedenken. Der produzierende Sender war die NORAG in Hamburg. Das Stück wurde am 17. Juni 1926 auf die Funkbühne gebracht und live ohne Aufzeichnung gesendet, da es zu der damaligen Zeit eine solche Möglichkeit noch nicht gab.
Unter der Regie von Hans Böttcher sprachen
- Bruno Wolberts: Henning Fogwisch, Amtmann in Tondern
- Hans Baas: Uwe, siehn Söhn
- Hans Bosse: Knut Larsen
- Kurt Kurtow: Detmar Duwwelstiern
- Adolf Johannesson: Rolf Gäwelsdörp
- Willi Scholz: Axel Rugensteen
- Richard Ohnsorg: Hans von Lübsch
- Paul Möhring: Kerst Jenssen, Preester
- Hermann Möller: Pidder Lüng, Fischer in Hörnum up Sylt
- Magda Bäumken: Wiebke, sien Fru
- Käte Alving: Inge, sien Dochter
- Julius Fels: Dierl, sien Söhn
- Heinz Stein: Jörn, sien Söhn
- Ada Hamer: Trienke, olles Deenstmäten bi Pidder Lüng
- Hans Langmaack: Sim Röver, een ollen Fischer
- Robert Liebert: Hein Blecken, een anner Fischer

## Verschiedenes
- Liliencrons Ballade wurde 1978 von Rockmusiker Achim Reichel auf dem Album Regenballade vertont.
- Pidder Lüng ist ein Seenotrettungskreuzer der DGzRS aus 2008. Es war auch der Name eines Fährschiffes von der Hallig Hooge aus 1954.
- Zwei Autofähren der Wyker Dampfschiffs-Reederei Föhr-Amrum GmbH aus 1962 und 1972 wurden Pidder Lyng getauft. Der Pidder Lyng II wurde 2002 aus der Fahrt genommen.
- Die Pidder-Lüng-Kaserne war eine Kaserne der Bundeswehr in Hörnum (Sylt), die 1994 geschlossen und 2005 niedergerissen wurde.
- Pidder-Lüng-Haus ist ein Jugendgästehaus in Hörnum (Sylt).